# James (curtmetratge)
James és un curtmetratge d'Irlanda del Nord de 2008. La pel·lícula és protagonitzada per Niall Wright com a James, un adolescent que intenta acceptar la seva creixent homosexualitat.

## Resum de la trama
James (Niall Wright) és un adolescent retraït i poc comunicatiu, prové d'una família amb secrets enterrats durant molt de temps. Sense amics i sense confiar-se amb els seus pares (Margaret Goodman i Gerry Doherty), s'enfronta a una batalla interior mentre accepta la seva sexualitat. El seu professor de literatura, el Sr. Sutherland (Matt Jennings), és el seu únic far d'esperança, creient que pot entendre els problemes que s'enfronta. No obstant això, en el seu moment de necessitat, Sutherland, preocupat pels riscos que comporta, no aconsegueix proporcionar a James el suport que necessita. Sense esperança, pren la decisió audaç de recórrer a l'última persona aparentment que pot ajudar, un ancià (Louis Rolston) que coneix als lavabos públics.

## Recepció
La pel·lícula va guanyar el Millor curt d'Irlanda del Nord al Festival de Cinema de Belfast, el Premi Iris al millor curt del Regne Unit i el Millor curtmetratge internacional al St. Louis International Film Festival el 2008. Al gener, va superar 6.000 entrades més per ser un dels 22 curtmetratges que va ser seleccionat per a la Competició Dramàtica Internacional del Festival de Cinema de Sundance. També va formar part del Sundance iTunes 10/10.

## Premis
- Abril de 2008 Millor pel·lícula d'Irlanda del Nord, Festival de Cinema de Belfast 2008
- Agost de 2008 Millor curtmetratbe Festival Internacional de Cinema Gai de Dublín 2008
- Premi del jurat d'agost de 2008 al millor curt estudiant de Palm Springs Shortfest 2008
- Octubre de 2008 Premi Iris Festival Millor curt del Regne Unit 2008
- Octubre 2008 Premi Outlook Millor curtmetratge LGBT 53è Festival de Cinema de Corona Cork
- Octubre de 2008 Premi al Mèrit del Festival Internacional de Cinema de Fort Lauderdale
- Novembre de 2008 Millor curt internacional 17è Festival Internacional de Cinema de Saint Louis
- Abril 2009 Premi Palma de Bronze, Festival Internacional de Cinema de Mèxic
- Maig 2009 Millor pel·lícula estrangera, Festival de curtmetratges del centre de Nova York
- Premi al millor curtmetratge al Festival Internacional de Cinema Gai i Lèsbic de Barcelona[4]